# Domizid
Die Begriffe Domizid bzw. Urbizid (von lateinisch domus ‚Haus‘ bzw. lateinisch urbs ‚Stadt‘ und lateinisch caedere ‚morden‘, ‚metzeln‘) beschreiben mit leicht abweichenden Konnotationen denselben Sachverhalt: die systematische und großflächige Zerstörung von Wohnraum und ziviler Infrastruktur. Beim Begriff Domizid liegt der Schwerpunkt auf der Zerstörung von Gebäuden, Infrastruktur und Wohnraum, beim Begriff Urbizid liegt der Schwerpunkt auf der Zerstörung einer Stadt als geografischem und kulturellem Ort. Motive und historische Beispiele betreffen zumeist dieselben Vorkommnisse.
Der Domizid ist zu unterscheiden vom Demozid, welcher vorsätzliche Massentötungen von bestimmten Menschengruppen durch eine Regierung bezeichnet.

## Definition
Die Verwendung der Begriffe Domizid und Urbizid ist unscharf und weitestgehend synonym. Die Begriffe beschreiben die „systematische Zerstörung von Gebäuden und materiellen sowie immateriellen, symbolischen Strukturen der Stadt [...], die darauf zielt, die Grundlagen des materiellen, sozialen und kulturellen städtischen Lebens intentional zu vernichten. Deshalb spielen dabei nicht nur Versorgungseinrichtungen eine Rolle, sondern gerade auch städtische Strukturen und Gebäude, die für die Gemeinschaft und ihre Vielfalt zentrale Bedeutung haben, also Plätze, Verbindungen oder identitätsstiftende Gebäude und Ensembles.“
In der Fachliteratur werden zwei Formen von Domizid bzw. Urbizid unterschieden: Zum einen die Zerstörung von Wohnraum aus städteplanerischer Perspektive, zum anderen die Zerstörung im Kontext von Krieg, Vertreibung und Kolonialisierung (nach Porteous und Smith, die den Begriff in den Diskurs eingeführt haben, „extremer Domizid“). Die zunächst eingeführte Definition beider Begriffe betraf den ersten Aspekt.
Die Begriffe heben hervor, dass nicht nur Gebäude als materieller Bestand zerstört werden, sondern auch das immaterielle, kulturelle Erbe und die kollektive Identität, die Geschichte, und das soziale Leben. In kriegerischen Konflikten wird Domizid bzw. Urbizid verwendet, um die Bevölkerung zu demoralisieren oder kollektiv zu bestrafen. Hier steht er auch in einem Zusammenhang mit Memorizid, der Auslöschung der kollektiven Erinnerung. Zudem wird hervorgehoben, dass häufig im Zusammenhang mit einem Genozid bzw. so genannter „ethnischer Säuberung“ ein Domizid (oder Urbizid) stattfindet.

‘Not only are houses destroyed, but also the
prestige of the home. Not only are women and children murdered, but
also the city itself, its rituals and ways of life. Not only are a particular
group of people and its infrastructures assaulted, but also its history and
collective memory.’

„Es werden nicht nur Häuser zerstört, sondern auch das Prestige des Hauses. Es werden nicht nur Frauen und Kinder ermordet, sondern auch die Stadt selbst, ihre Rituale und Lebensweisen. Es werden nicht nur eine bestimmte Gruppe von Menschen und ihre Infrastrukturen angegriffen, sondern auch ihre Geschichte und ihr kollektives Gedächtnis.“

## Verwendungsgeschichte
Der Begriff Urbizid („urbicide“) wurde 1987 durch den Philosophen Marshall Berman im Zusammenhang mit der Erneuerung der Bronx in New York eingeführt, bei der alte Baustrukturen abgerissen wurden. In der Folge sollen 300.000 Menschen aus der Bronx verdrängt worden seien. Der Begriff Domizid wurde erstmals 2001 von Douglas Porteous und Sandra Smith verwendet. Auch wenn die Begriffe auch weiterhin in Zusammenhang mit radikalen städteplanerischen Maßnahmen verwendet werden, etwa mit Infrastrukturmaßnahmen im ländlichen China, werden sie seit dem Jugoslawienkrieg und der systematischen Zerstörung von Infrastruktur und Städten in Bosnien zunehmend in Zusammenhang mit bewaffneten Konflikten verwendet.

## Beispiele und Diskurse

### Altertum
Plünderungen und systematische Zerstörungen von Städten sind Bestandteil der Menschheitsgeschichte. Stephen Graham nennt die Zerstörung von Städten im Rahmen der Kriegsführung eine „seit über 8.000 Jahren Urbanisierungsgeschichte währende Konstante“. Porteous nennt die Kriegsführung in Mesopotamien als exemplarisch; Henckel ergänzt beispielhaft die Zerstörung Jerusalems und die Zerstörung Karthagos.

### Kolonialisierung / Imperialismus
Domizid bzw. Urbizid war und ist auch ein Instrument der Kolonialisierung bzw. des Imperialismus. Beispiele betreffen die Zerstörung indigener Siedlungen und Kultstätten in Amerika durch spanische Konquistadoren (z. B. die Zerstörung Tenochtitlans), aber auch die Zerstörung und Umstrukturierung Algiers in den 1830ern durch die Franzosen.

### 20. und 21. Jahrhundert
Der Luftangriff auf Guernica durch die deutsche Legion Condor gilt als exemplarisches Beispiel für die Zerstörung einer Stadt und seiner Zivilbevölkerung.
Im Zweiten Weltkrieg wurden von allen Kriegsparteien Luftangriffe nicht nur auf militärische, sondern auch auf zivile Ziele geflogen. In der Nachbetrachtung werden diese auch als Domizid bzw. Urbizid bezeichnet. Ein historisches Beispiel sind die Luftangriffe auf Tokio, die verheerendste und tödlichste nichtnukleare Bombardierung in der Geschichte der Menschheit. 41 km² des Zentrums Tokios wurden zerstört und ein Viertel der Stadt niedergebrannt, wodurch etwa 100.000 Zivilisten starben und mehr als eine Million obdachlos wurden. Beispielhaft werden zudem die Atombombenabwürfe auf Hiroshima und Nagasaki und die Angriffe auf Coventry und Dresden genannt.

#### Bosnien
Durch die systematische Zerstörung von zivilen Zielen, Ortschaften und Städten im Jugoslawienkrieg – auch mit der Intention der Zerstörung des kulturellen Gedächtnis –, wurden die Begriffe Domizid und Urbizid popularisiert. Sinnbildlich hierfür steht die Zerstörung der Brücke von Mostar. Im Zuge der ethnischen Säuberungen und Vertreibungen wurden Ortschaften in Bosnien systematisch zerstört. Der Kulturanthropologe Tone Bringa erläutert den demoralisierenden Charakter dieses Domizids: Die Häuser waren durch ihre Bewohner häufig in jahrelanger Arbeit erstellt worden. Sie dienten als Unterhaltsabsicherung und stellten auch einen symbolischen sozialen Wert dar („the house he managed to build symbolized his social worth; it was proof of his hard work and commitment to his family and their future well-being“).

#### Rohingya
Nasir Uddin verweist auf die systematische Enteignung und Vertreibung von Rohingya in Myanmar und bezeichnet diese unter anderem als Domizid, indem Lebensumstände derart gestaltet werden, dass ein sicheres Leben in dem Land nicht mehr möglich ist.

#### Westjordanland/Gazastreifen
Das Vorgehens Israels in den palästinensischen Autonomiegebieten, dem Westjordanland und – insbesondere während des laufenden bewaffneten Konflikts im Gazastreifen – wird oftmals als Urbizid oder Domizid gebrandmarkt. Im laufenden Gazakrieg wird den Israelischen Verteidigungsstreitkräfte (IDF) bei ihrem Vorgehen im Gazastreifen während der Militäroperation „Eiserne Schwerter“ vorgeworfen, den Domizid als Strategie im bewaffneten Konflikt gegen die Qassam-Brigaden – den militärischen Arm der militant-islamistische Terrororganisation Hamas – einzusetzen. Dabei sollen nicht nur die verschachtelten, zum Teil in mehrere Ebenen angelegten Tunnelsystem im Gazastreifen, sondern absichtlich auch Wohnhäuser der Zivilbevölkerung Gazas bei den massiven Bombardements der stadtähnlichen Strukturen palästinensischer Flüchtlingslager durch die israelische Luftwaffe zum Einsturz gebracht worden sein.
Laut Untersuchungen der Oregon State University waren im Mai 2024 mehr als die Hälfte der Häuser in Gaza-Stadt schwer beschädigt oder vollständig zerstört; mehr als zwei Millionen Menschen sollen zu diesem Zeitpunkt des laufenden Gazakrieges ohne Obdach gewesen sein. Wiederholt wurden die Binnenflüchtlinge von der IDF aufgefordert sich in angeblich vom Kriegsgeschehen nicht betroffene „humanitäre Schutzzonen“, wie dem von der IDF propagierten Gebiet um/in der Ortschaft al-Mawasi zu begeben, in denen die vor den Kampfhandlungen Geflüchteten immer noch unter unzumutbaren hygienischen und infrastrukturellen Bedingungen campieren müssen. Gemäß eines Berichts, der im Auftrag der Vereinten Nationen (UN) erstellt wurde, sind sechs Monate nach Beginn der israelischen Militäroperation „Eiserne Schwerter“ prozentual mehr Wohnungen und zivile Infrastrukturen im Gazastreifen zerstört worden, als in allen bekannten bewaffneten Konflikten jemals zuvor. Als Folge der weitreichenden Zerstörungen und aus Gründen der rechtlichen und moralischen Verantwortung fordern Fachleute der UN Reparationen von Seiten Israels und jener Länder, die den laufenden Gazakrieg militärisch, materiell und politisch unterstützt haben.

#### Syrien
Während des Bürgerkriegs in Syrien wurde zumindest 33 % des Wohnbestands in dem Land zerstört, dabei wurden auch gezielt die Infrastruktur, öffentliche Einrichtungen und Orte des kulturellen Erbes angegriffen. Besonders betroffen ist die Stadt Aleppo.
Ukraine
Das Vorgehen der russischen Streitkräfte während des Angriffs auf die Ukraine wird auch als Urbizid bzw. Domizid klassifiziert. Es gehe dem Angreifer auch darum, die Städte, Bewohnbarkeit sowie das materielle und kulturelle Erbe des Landes zu zerstören.

## Rechtliche Einschätzung
Der Angriff auf zivile Infrastruktur, Wohngebiete und die Zerstörung von Gebäuden gelten nach deutschem Recht als Kriegsverbrechen.
Von zahlreichen UN-Experten wird der Domizid als Mittel der Kriegsführung sehr kritisch betrachtet. Bisher wird der Domizid nach internationalem Recht nicht eindeutig als Verbrechen gegen die Menschlichkeit eingestuft. Im Oktober 2023 legte der Sonderberichterstatter der Vereinten Nationen für das Recht auf Wohnraum einen Bericht an die UN vor, in dem er die Forderung darlegte, dass es sich hierbei um eine sehr große Gesetzeslücke handele, die unbedingt gefüllt werden müsse. In Zusammenhang des Kriegs in Israel und Gaza (ab 2023) betonten Rechtswissenschaftler und andere Gelehrte, dass die systematische und wahllose Zerstörung ganzer Stadtviertel durch Sprengstoffwaffen als Verbrechen gegen die Menschlichkeit gewertet werden sollte. Dies gelte nicht nur im Gazastreifen, sondern ebenso in Städten wie Aleppo, Mariupol, Grosny oder in Myanmar.